# ボナヴェントゥラ・ジェネリ
ボナヴェントゥラ・ジェネリ（Giovanni Bonaventura Genelli、1798年9月28日 - 1868年11月13日）はイタリア系ドイツ人の画家、イラストレーターである。

## 略歴
ベルリンで生まれた。1730年頃、ローマからコペンハーゲンに移った工芸家の家系で、コペンハーゲン生まれの祖父は、ウィーンで働いた後、1774年にベルリンの宮廷に招かれた。父親のヤヌス・ジェネリ(Janus Genelli: 1761-1813) はベルリン美術アカデミーで学んで風景画家となり、ロシアの宮廷などで働いた人物である。叔父のハンス・クリスティアン・ジェネリ(Hans Christian Genelli)は建築家として知られている。父親の友人で支援者には有力な貴族でベルリン王立歌劇場の総監督を務めたカール・フォン・ブリュール(Carl von Brühl)がいた。
父親から絵を学んだ後、1814年からヨハン・ゴットフリート・シャドウが校長を務めるプロイセン王立芸術アカデミーでヨハン・エルトマン・フンメル(Johann Erdmann Hummel)らに学んだ。イラストレーターとして神話を題材にした作品を描き、肖像画家として働き始めた。
1822年から1832年の間、ローマに滞在し、当時、ローマにいたヨーゼフ・アントン・コッホやフリードリヒ・ミュラーといったドイツ語圏の芸術家と知り合い、彼らから影響を受けた。ルネサンスの巨匠たちの作品を研究し、壁画制作のために多くの素描を描くが、油絵を描くことはほとんだなかった。1832年にライプツィヒの医師の邸の装飾画を描くように依頼を受け、ライプツィヒに移るが、デザイン画を描いただけで、依頼主と喧嘩をして作業は中止された。
1836年にミュンヘンに移り、あまり仕事の注文のないまま20年ほどをすごした。神話や文学作品を題材に、素描を描き、それらは後に版画にされて出版された。1856年に文学者で美術品収集家のシャック伯爵(Adolf Friedrich, Graf von Schack: 1815–1894)と知り合い、1859年にはザクセン＝ヴァイマル＝アイゼナハ大公に招かれ、ヴァイマルに移り画家として支援を受けた。その頃からシャック伯爵のために、描いていた素描を油絵にする仕事をした。1868年にヴァイマルで没した。

## 作品

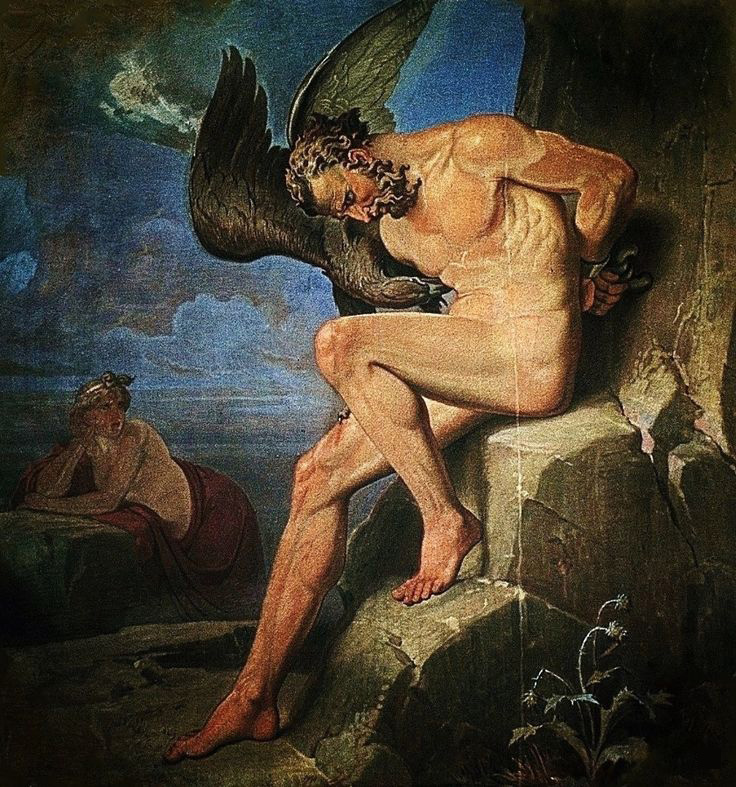
プロメーテウス
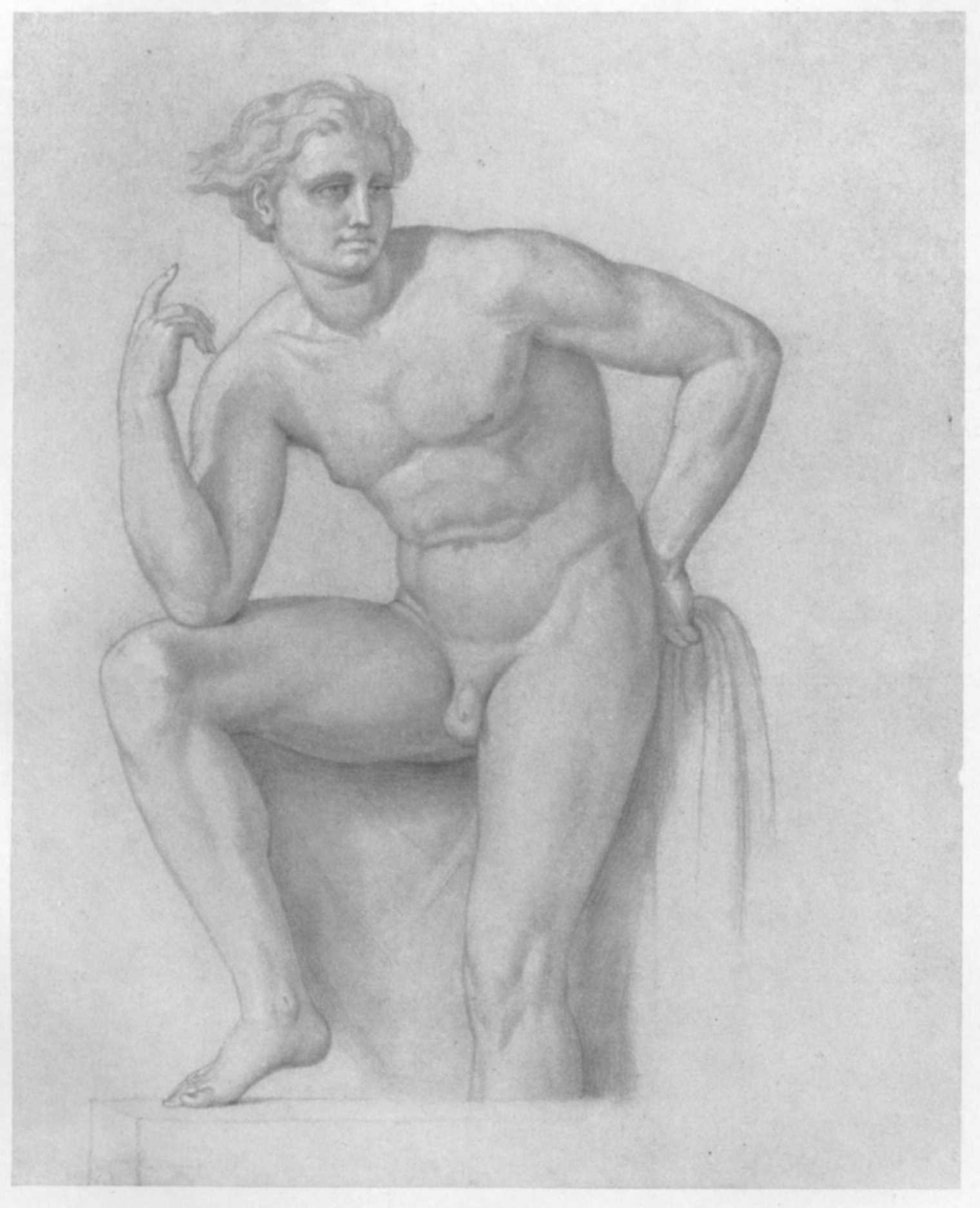
男性ヌードの習作
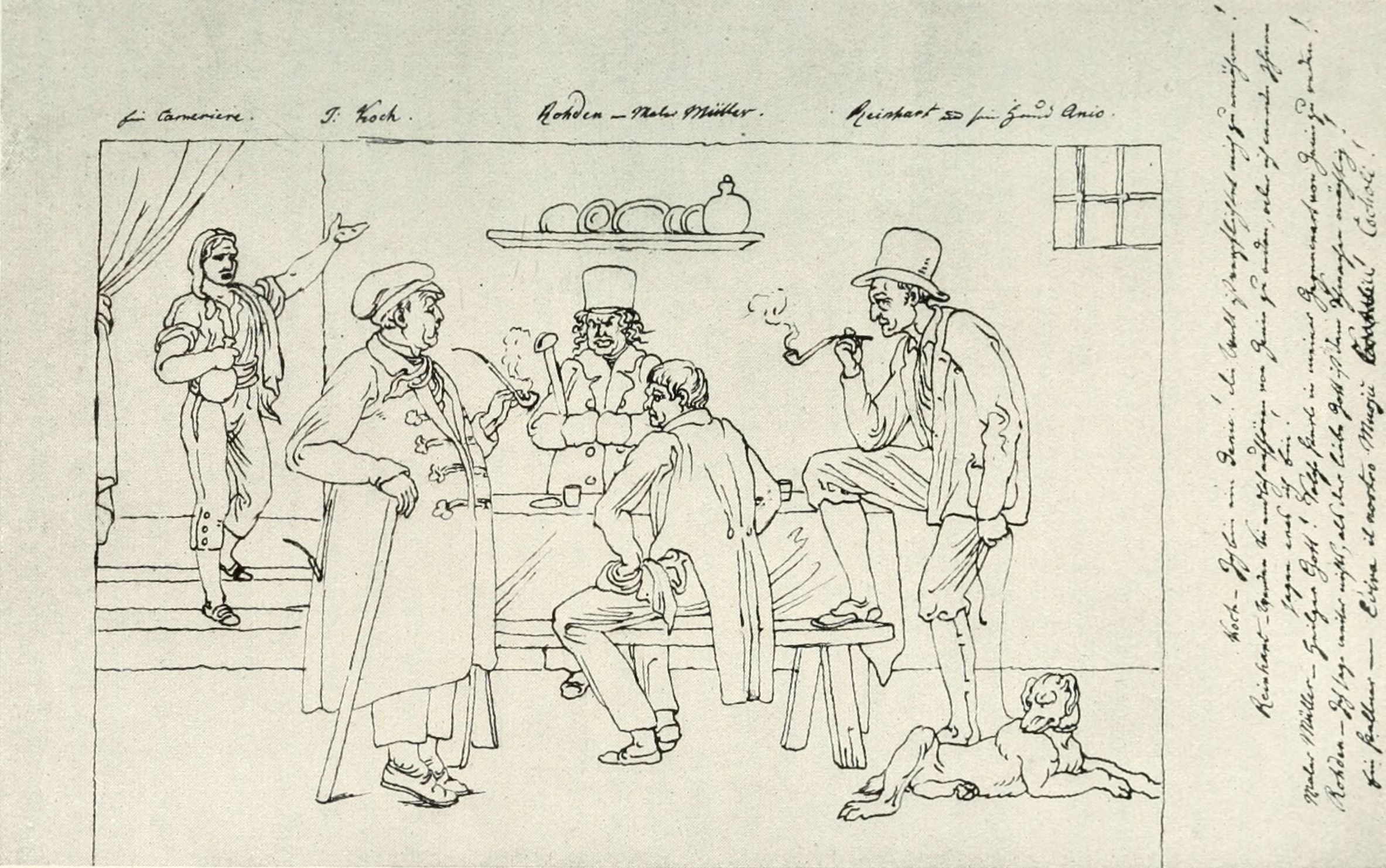
居酒屋のアントン・コッホ
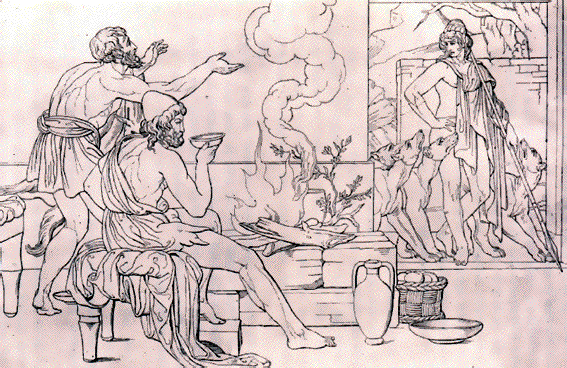
エウマイオスと、変装したオデュッセウス
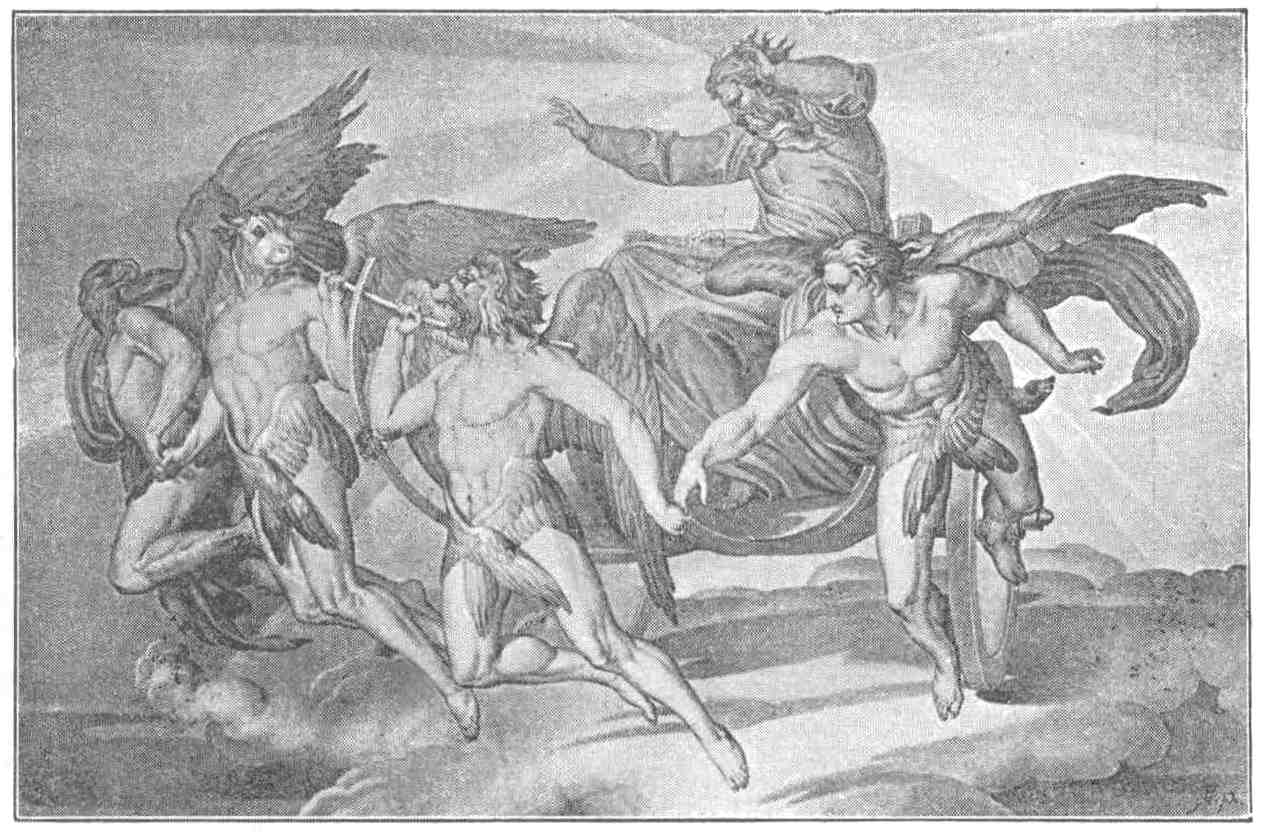
エゼキエルの予見
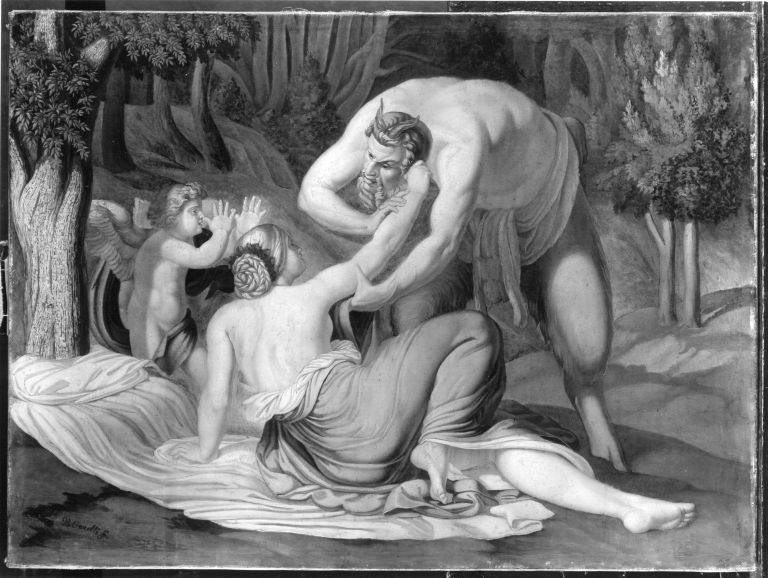
サテュロスとニンフ